# Шпиатр
Шпиа́тр, шпеа́т (польск. szpeat — «смесь») — обобщённое название сплавов различных цветных металлов: меди, цинка, никеля, олова; иногда — цинк с добавлением свинца и железа.
Точного рецепта сплава нет. Самое распространённое понятие значения слова «шпиатр» — это цинк и различные цинковые сплавы, применявшиеся в художественной промышленности XIX — первой трети XX века в качестве заменителей бронзы. Также использовался в качестве заменителя сплавов серебра. Главное отличие сплава шпиатра от бронзы — наличие в сплаве таких металлов, как цинк и никель. Шпиатр, как и мельхиор, нейзильбер, используют в различных художественных изделиях и в бижутерии.